# 佛羅倫斯 (馬里蘭州)
佛羅倫斯（英語：Florence）是位於美國馬里蘭州霍華德縣的一個非建制地區。

## 地理
佛羅倫斯所處的海拔為高於海平面189米（即620英呎），而該地所採用的時區為UTC-5，即北美东部時區（EST）。同時該地設有夏令時間，為UTC-5調快一小時，即UTC-4（EDT）。